# Naïka
Naïka, pseudonimo di Victoria Naicka Richard (Miami, 3 marzo 1998), è una cantautrice francese naturalizzata statunitense.

## Biografia

### Primi anni
Nata a Miami da madre haitiana e padre malgascio, Naïka trascorre la sua infanzia fra vari paesi e regioni; fino ai due anni vive in Guadalupa, per poi trasferirsi con la famiglia alle isole Vanuatu, poi a Nairobi, dove visse per quattro anni, successivamente a Parigi, e infine in Sudafrica.
Quando Naïka ha 16 anni, il padre perde il lavoro e la famiglia si decide a trasferirsi nuovamente, questa volta a Miami, in Florida, dove Naïka conclude gli ultimi due anni di scuola superiore. Si è sempre considerata appartenente ad un tipo di educazione multinazionale e multiculturale.
Nel 2018 si laurea in musica e arti performative al Berklee College of Music di Boston. Durante il suo primo anno, è selezionata per un tour musicale con il pluripremiato cantautore Michael Bolton. Nel 2015 partecipa ai casting del talent show The Voice prodotto dalla NBC. Nello stesso anno, vince il secondo posto nel concorso nazionale John Lennon Foundation Scholarship indetto dalla BMI Foundation. Nei due anni trascorsi al Berklee College, partecipa a diverse esibizioni, tra cui il prestigioso concerto Perfect Pitch, per il quale viene selezionata per due anni consecutivi. Durante il suo ultimo semestre, è selezionata per un corso intensivo della cantautrice Kara DioGuardi, che la porta a incidere il suo singolo di esordio Ride.
Dopo la laurea, si trasferisce a Los Angeles per intraprendere la carriera musicale.

### Carriera

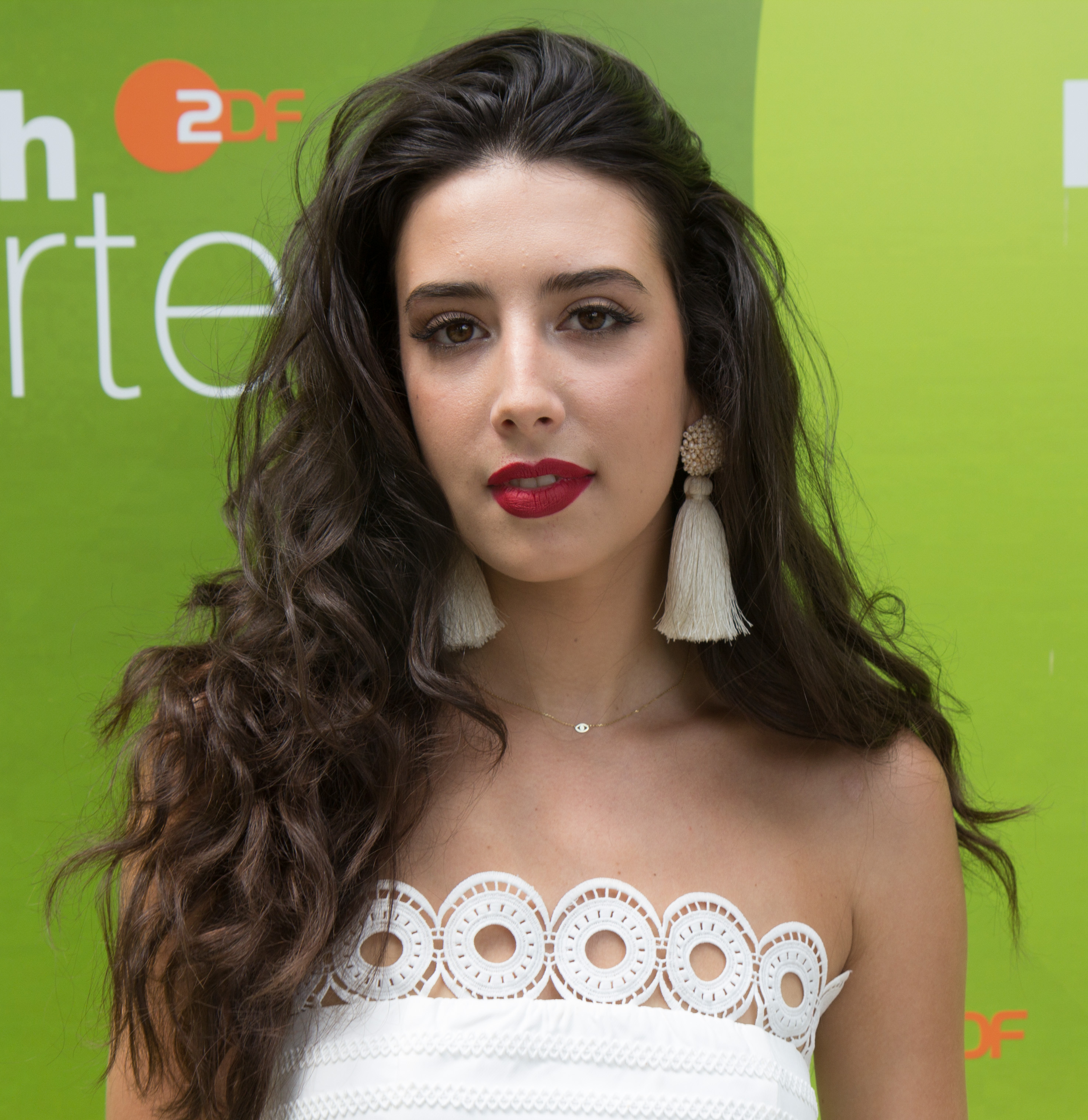
Naïka al programma televisivo tedesco Fernsehgarten della ZDF nel 2018

Già nel 2016, la sua interpretazione della canzone tradizionale haitiana Papa Gèdè (Bel Gason) in creolo haitiano riceve oltre 200.000 visualizzazioni nei primi due giorni dall'uscita, e oltre un milione di visualizzazioni totali. L'anno dopo, il successo del suo singolo di debutto Ride le vale oltre cinque milioni di stream sulla piattaforma Spotify, raggiungendo così il secondo posto nella classifica virale globale di dodici paesi. Grazie al suo singolo di debutto riesce a firmare un contratto biennale con la Capitol Records (una divisione della Universal Music) quando è ancora all'ultimo semestre dell'università.
Tra il 2017 e il 2019 pubblica diversi singoli, tra cui la sua versione di Don't Rush, che diventa virale nel 2020 sulla piattaforma TikTok con oltre 20 milioni di visualizzazioni, attirando l'attenzione degli artisti originali Young T & Bugsey. Fra il 2020 e il 2021 pubblica vari EP come Lost in Paradise, Pt. 1. e Lost in Paradise, Pt. 2 sotto l'etichetta AWAL, ottenendo oltre 4 milioni di stream su Spotify e Apple Music. Dopo la grande accoglienza del pubblico, la canzone di Naïka Water (parte dell'EP Lost in Paradise, Pt. 2) viene scelta come colonna sonora di EA Sports FIFA 21.
Nell'aprile 2024, Naïka si esibisce insieme a Saint Levant al festival musicale Coachella, duettando con una canzone inedita. L'uscita del suo album di debutto è prevista per il 2025.

### Influenze artistiche
Professandosi sempre come artista poliedrica e multilingue, Naïka canta in francese, creolo haitiano e inglese. Il suo stile musicale, che lei definisce "world pop", si basa su un mix di world music, pop, soul e R&B con forti influenze europee (soprattutto francese), ma anche di musica tradizionale africana, caraibica e afro-caraibica. Tra le sue influenze musicali più influenti, Naïka cita Britney Spears, le Destiny's Child, Usher, i Black Eyed Peas, così come compositori classici quali Wolfgang Amadeus Mozart.

### Vita privata
Naïka vive e lavora a Los Angeles. Dal 2023 ha una relazione con il rapper palestinese Saint Levant.

## Discografia

### EP
- 2020 – Lost in Paradise, Pt. 1
- 2021 – Lost in Paradise, Pt. 2
- 2022 – TRANSITIONS EP

### Singoli
- 2017 – Ride
- 2017 – Limbo
- 2018 – Serpentine
- 2018 – Oh Mama
- 2018 – Blame
- 2018 – Snowing in L.A.
- 2019 – Deja Vu
- 2020 – Enchanté (con SACHI)
- 2020 – Head in the Clouds (feat. TeaMarrr)
- 2020 – Water
- 2020 – African Sun
- 2021 – Sauce
- 2021 – Belle, Belle!
- 2021 – Don't Lie
- 2022 – H2O
- 2022 – My Body, My Choice
- 2023 – Guava
- 2023 – Milkman
- 2023 – 1+1
- 2023 – Messi (con June Freedom)
- 2024 – 6:45
- 2024 – 1+1 (Acoustic)
- 2024 – 6:45 (Acoustic)
- 2024 – Messi (Sunset Mix) (con June Freedom e Peace Control)
- 2025 – Layers

#### Partecipazioni
- 2018 – Blame (Party Favor feat. Naïka)
- 2022 – Vynil (Joss Austin feat Nessly & Naïka)
- 2024 – Agua (Michaël Brun feat. Naïka)